# ウィリアム・シンプソン (画家)
ウィリアム・シンプソン（William Simpson、1823年10月28日 - 1899年8月17日）はスコットランド生まれの画家、イラストレータである。戦地特派員として、クリミア戦争の戦地などに派遣されて、戦争の実情を伝える版画原画を描いたり、イギリス王族の外国旅行に随行し、新聞の挿絵の原画を描いた。

## 略歴
グラスゴーの貧しい家に生まれた。父親はアルコール依存症で、11歳から祖母の家で育てられようになるまで学校へは行けなかった。数年後、グラスゴーの版画出版社の見習いになった。働きながらアンダソニアン専門学校（Andersonian Institute、後のストラスクライド大学）の夜間コースで学んだ。クリミア戦争が始まり、1854年になって、アルマの戦いの版画の原画を描くことを出版社から依頼され、その後、セバストポリの要塞の占領が見込みがあったので、報道のための挿絵を現地で描くために、クリミア半島に行くことになった。
1854年の11月に15日にクリミア半島に到着したシンプソンは、一般兵士の悲惨な状況を見ることになった。アルマの戦いで勝利はしていたが、その後の様々な作戦の失敗や準備不足や輸送の不備は明白だった。友軍のフランス軍と比較すると、負傷兵を前線から運搬する車両もなかった。傷病兵はトルコのユスキュダルに作られた軍病院に運ぶ船を港で、何日あるいは何週間か待たねばならなかった。輸送船に乗せられた後もユスキュダルまでは2日、船の種類や天候によっては1週間が必要であった。1855年の秋までクリミア半島に滞在し、イギリスに送られたシンプソンのスケッチは版画にされて出版された。出版されたシンプソンの絵から作られた版画は、タイムズの記者のウィリアム・ハワード・ラッセルらの記事でも伝えられた、兵士の状況の悲惨さを視覚的につたえるのに貢献した。
クリミア戦争が終わった後も、1859年にはインドのインド大反乱(セポイの乱)の版画集を製作するためにインドに渡り、各地をスケッチしたが、出版社が経営難になり、版画集は出版できなくなり、1862年にロンドンに戻った。シンプソンが描いた240点の水彩画のうち、50点だけが版画にされて後に出版された。
1860年代の後半から「イラストレイテド・ロンドン・ニュース」の仕事をするようになり、皇太子の外国旅行や、普仏戦争、アフガン戦争の場面を描いた。

## 作品

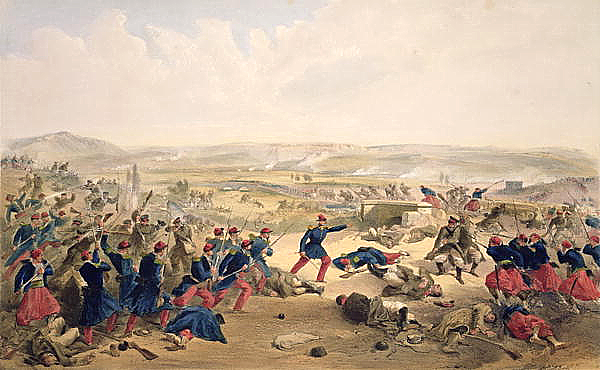
チェルナヤ川の戦い(1855)
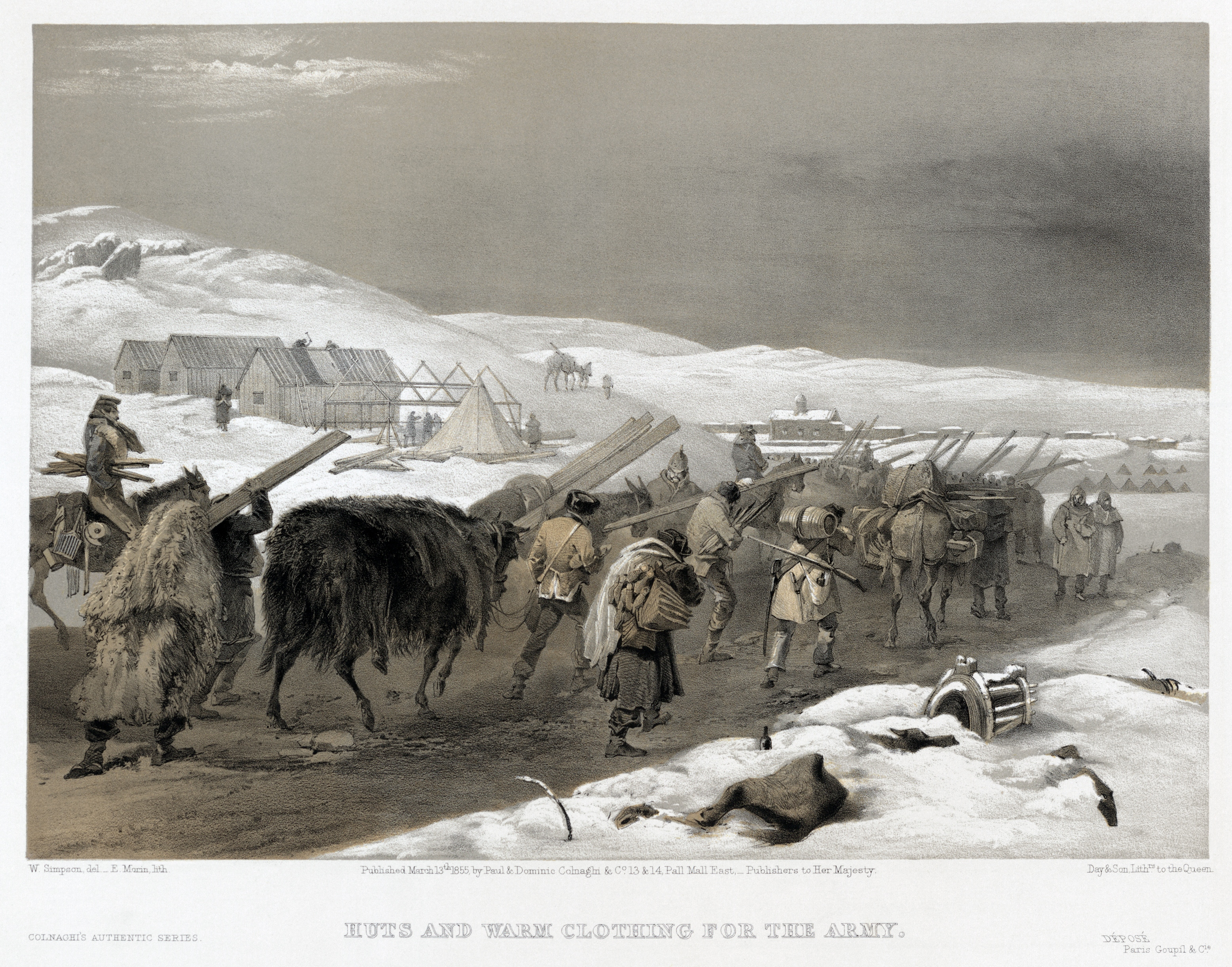
クリミア戦争で冬用の装備を輸送する部隊
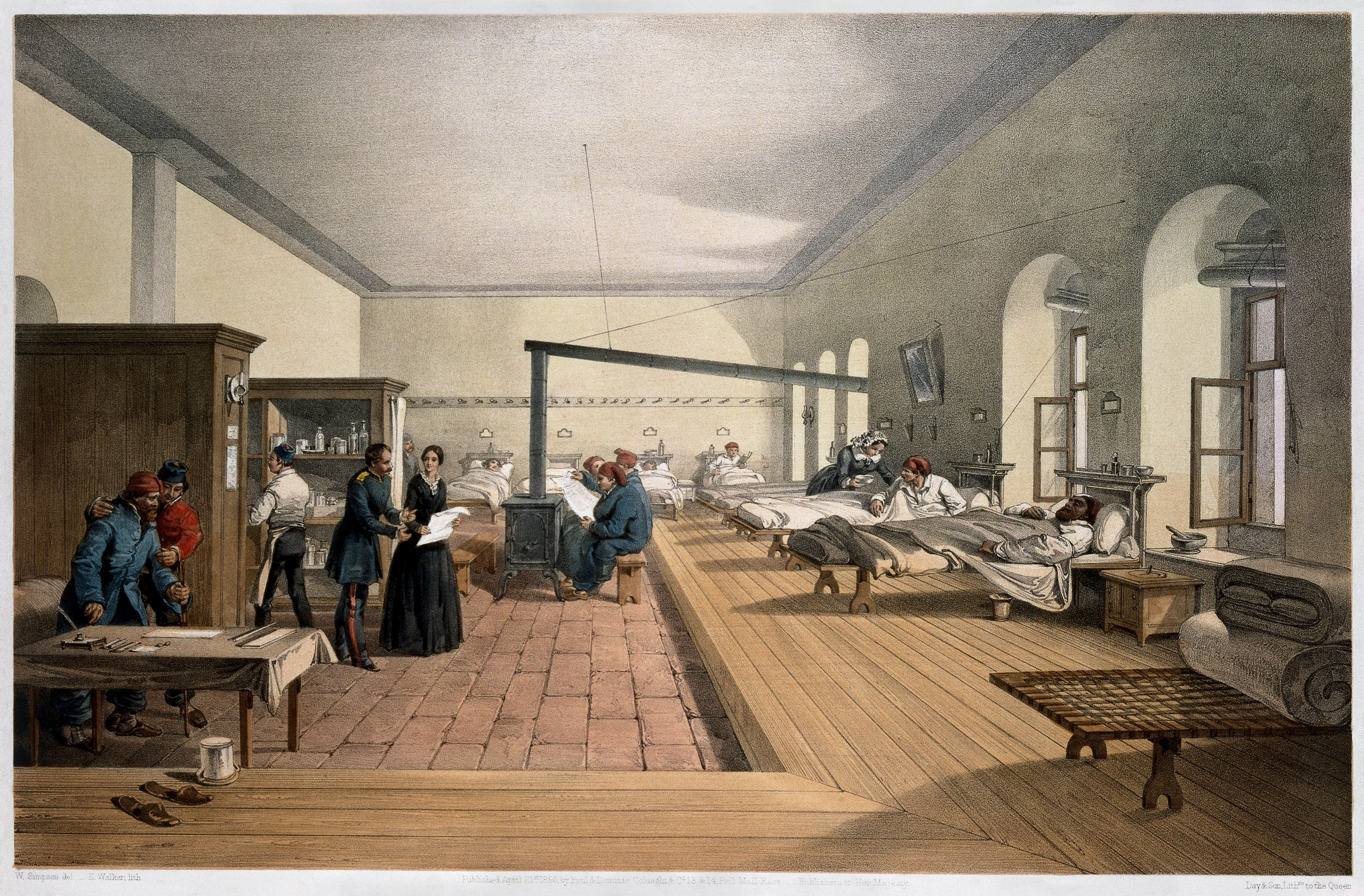
ユスキュダルの病院のナイチンゲール
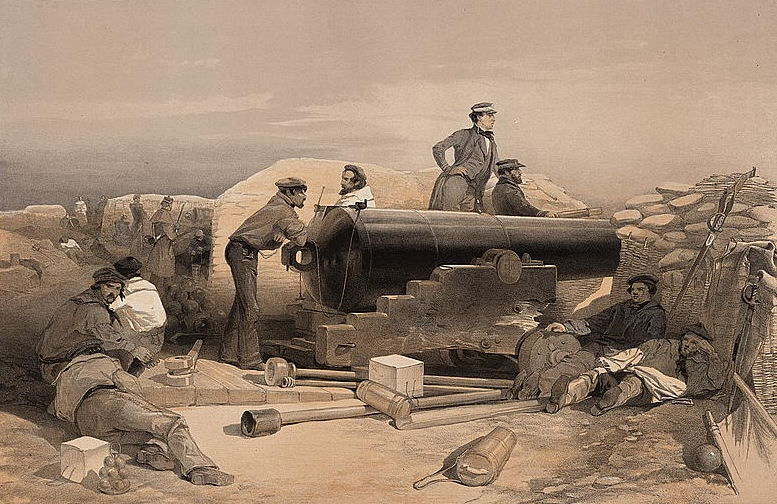
クリミアの情景
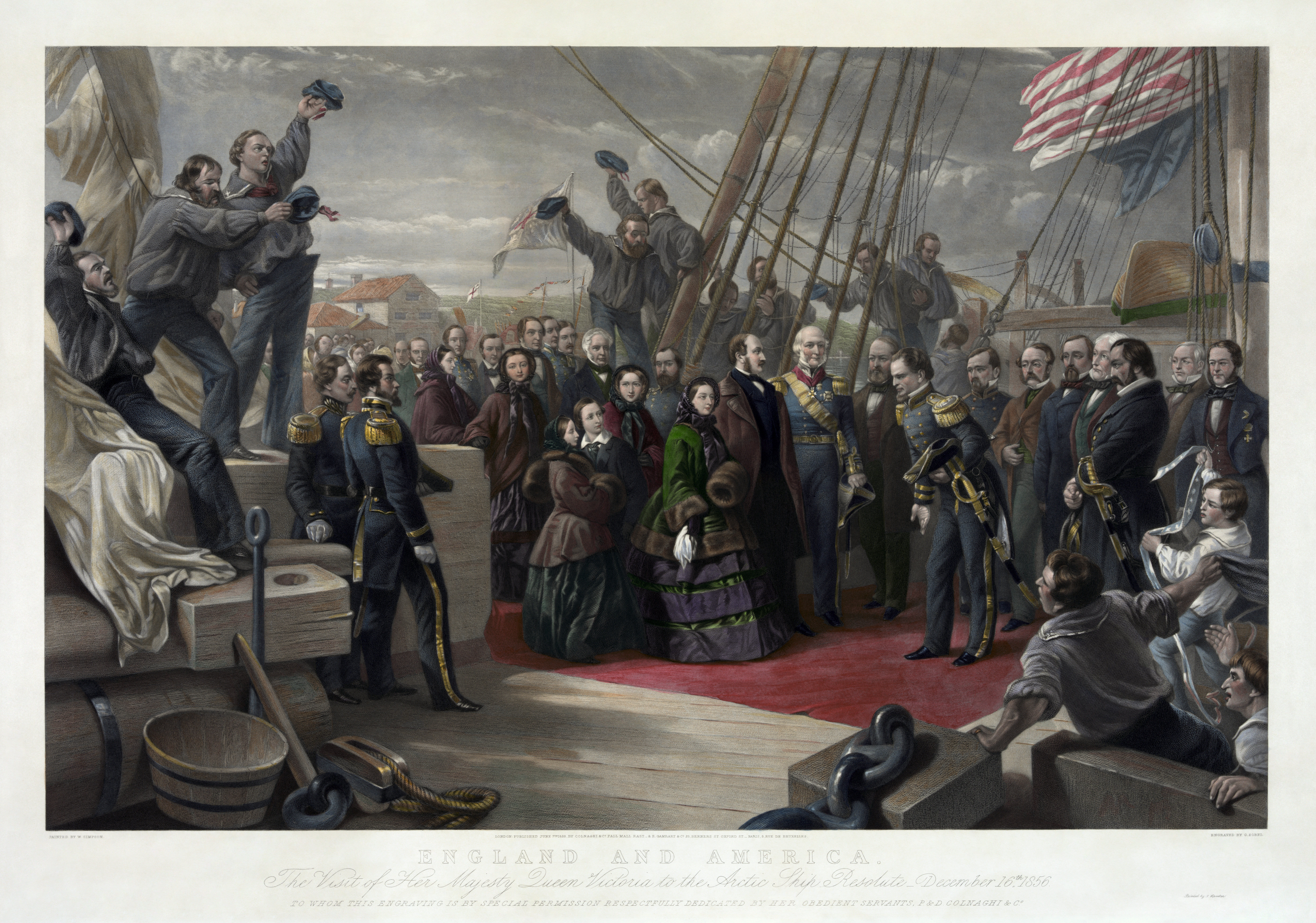
ヴィクトリア女王の軍艦視察
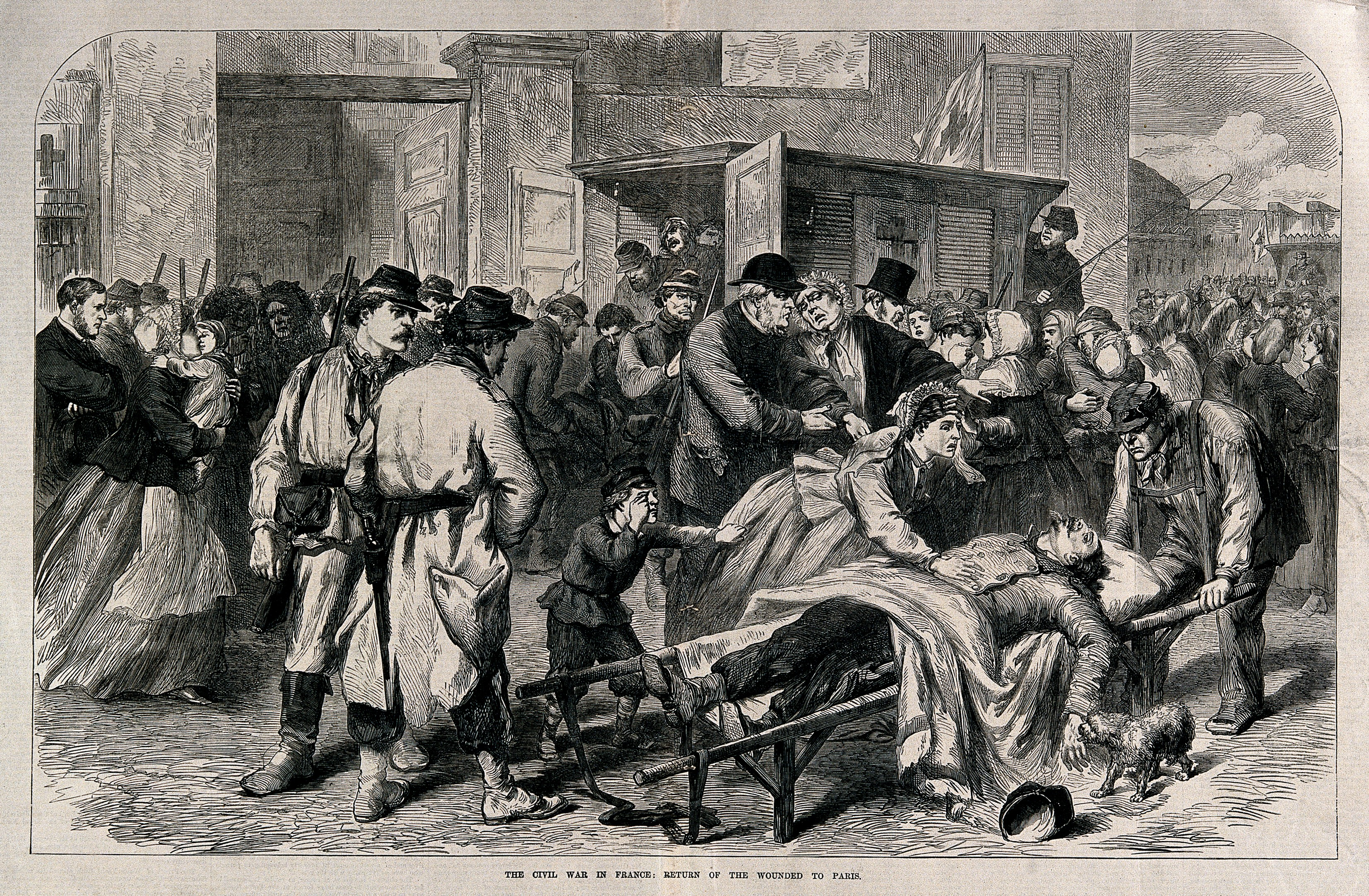
普仏戦争のパリ

## 著作
- Brackenbury, G. & Simpson, W (1855). The campaign in the Crimea: an historical sketch (London: P. and D. Colnaghi).
- Simpson, William (1867). India ancient and modern: a series of illustrations of the country and the people of India and adjacent territories; executed in chromo-lithography from drawings by William Simpson; with descriptive literature by John William Kaye. London: Day and Son.
- Simpson, William (1874). Meeting the Sun: a Journey all round the World through Egypt, China, Japan and California, including an account of the marriage ceremonies of the emperor of China. (London: Longmans, Green, Reader, and Dyer).
- Simpson, William (1876). Picturesque people: being groups from all quarters of the globe. London: W. M. Thompson.
- Simpson, William (1896). The Buddhist Praying Wheel (London: Macmillan).
- Simpson, William (1899). The Jonah Legend. (London: Grant Richards).
- Simpson, William (1899). Glasgow in the Forties (ed. A.H. Miller). Morison Brothers.
- Simpson, William (1902). The seat of war in the East, from eighty-one drawings made during the war in the Crimea (London, Day & Son etc.).
- Simpson, William (edited by G. Eyre-Todd, 1903). The Autobiography of William Simpson (London, T. F. Unwin).